# Truecaller
Truecaller est une application pour smartphone ayant des fonctionnalités d'identification de l'appelant, de blocage des appels, de messagerie flash, d'enregistrement des appels (sur Android jusqu'à la version 8 uniquement), de chat et de voix en utilisant Internet. Il est nécessaire d'avoir un numéro de téléphone mobile afin de pouvoir utiliser l'application. L'application est disponible pour Android et iOS.

## Historique
Truecaller a été développé par True Software Scandinavia AB, une compagnie privée basée à Stockholm, en Suède, fondée par Alan Mamedi et Nami Zarringhalam en 2009.
Il a d'abord été lancé pour Symbian et Microsoft Windows Mobile le 1er juillet 2009. Il a été publié pour Android et iPhone d'Apple le 23 septembre 2009, pour les Blackberry RIM le 27 février 2012, pour Windows Phone le 1er mars 2012, et pour les Nokia Série 40 le 3 septembre 2012. 
En septembre 2012, Truecaller comptait cinq millions d'utilisateurs exécutant 120 millions de recherches de numéro de téléphone dans la base de données chaque mois. À partir du 22 janvier 2013 Truecaller atteint les 10 millions d'utilisateurs. En janvier 2017, Truecaller avait atteint 250 millions d'utilisateurs dans le monde. Le 4 février 2020 il dépasse la barre de 200 million d'utilisateurs actifs par mois, avec 150 million d'utilisateurs en Inde,.
Le 18 septembre 2012, TechCrunch annonce que TrueCaller a reçu 1,3 million de dollars de fonds. L'entreprise déclare alors qu'elle a l'intention d'utiliser le nouveau financement pour développer son empreinte dans les « marchés clés » — en particulier en Amérique du Nord, l'Asie et le Moyen-Orient.
En février 2014, Truecaller reçoit 18,8 millions de dollars d'investissement de la part de Sequoia Capital, Open Ocean, Stefan Lennhammer, et d'un investisseur privé. Il a également annoncé un partenariat avec Yelp afin d'identifier les numéros d'entreprise lorsqu'ils appellent un smartphone. En octobre de la même année, ils ont reçu 60 millions de dollars de la société d'investissement Atomico de Niklas Zennstrom et de Kleiner Perkins Caufield & Byers.
Le 7 juillet 2015, Truecaller a lancé son application SMS appelé Truemessenger disponible en Inde exclusivement. Truemessenger aide les utilisateurs à identifier l'expéditeur d'un SMS. 

## Questions de sécurité et confidentialité
Le 17 juillet 2013, les serveurs de Truecaller auraient été piratés par l'Armée électronique syrienne. Le groupe a affirmé sur son compte Twitter avoir récupéré 459 Go de base de données, principalement en raison d'une ancienne version de WordPress installée sur les serveurs. Le 18 juillet 2013, Truecaller a publié une déclaration sur son blog indiquant que le site était en effet piraté, mais prétend que l'attaque n'a pas divulgué les mots de passe ou des informations de carte de crédit.
Le 23 novembre 2019, le chercheur en sécurité indien Ehraz Ahmed a découvert une faille de sécurité qui exposait les données des utilisateurs ainsi que les informations sur le système et l'emplacement. Truecaller a confirmé ces informations et le bogue a été immédiatement corrigé,.